# In Nacht und Eis
In Nacht und Eis er en tysk stumfilm fra 1912 af Mime Misu.